# Саргон Древний
Сарго́н, Шаррумкен или Шарру́кин — царь семитского Аккада, правивший приблизительно в 2316—2261 годах до н. э. Прославился покорением городов-государств Шумера и созданием первой в истории империи (хотя его первенство в этом отношении оспаривается). Под его скипетром впервые было объединено всё Междуречье. Основатель Аккадской державы и династии шумерских правителей. В современной историографии он обычно называется Саргоном Древним или Саргоном Аккадским (во избежание путаницы с тёзками позднейших времён).
Правление Саргона, первого царя Аккада, произвело на шумеро-аккадцев столь яркое впечатление, что его личность стала легендарной; особенно многочисленны сказания о Саргоне времён Новоассирийского царства (VIII–VII вв. до н. э.). Именно с правления Саргона началось семитское господство на Ближнем Востоке, которое продолжается по сей день.

## Биография

### Происхождение
Поздняя аккадская поэма, известная науке под названием «Легенда о Саргоне» сообщает, что его родиной был Азупирану («Шафрановый городок» или «Городок крокусов») на Евфрате. Местоположение его неизвестно и название это в других источниках не встречается, но полагают, что он находился на среднем течении этой реки, то есть в пределах нынешней Сирии. Во всяком случае Саргон, судя по имени, был восточным семитом.
По легенде, Саргон был выходцем из народных низов, считали, что он был приёмным сыном водоноса и состоял садовником и чашеносцем у кишского царя Ур-Забабы. Низкое происхождение Саргона стало впоследствии общим местом клинописных исторических сочинений. Ввиду такой настойчивости традиции, с большой долей уверенности можно утверждать, что Саргон действительно вышел из народа (из работников царского храмового хозяйства), либо в его деятельности или сопутствующей ей исторической обстановке было нечто, позволившее сложиться такому мнению о нём. По легенде, известной в новоассирийский и нововавилонский период, мать Саргона была жрицей, которая тайно родила ребёнка и пустила его в тростниковой корзине по Евфрату. Корзина была выловлена водоносом, и Саргон был им воспитан и стал садовником, а позже царём (благодаря благосклонности богини Иштар):
Я — Шаррукен, царь могучий, царь Аккада,

Мать моя — жрица, отца я не ведал,

Брат моего отца в горах обитает,

Град мой — Азупирану, что лежит на брегах Евфрата.

Понесла меня мать моя, жрица, родила меня в тайне.

Положила в тростниковый ящик, вход мой закрыла смолою,

Бросила в реку, что меня не затопила.

Подняла река, понесла меня к Акки, водоносу.

Акки, водонос, багром меня поднял,

Акки, водонос, воспитал меня, как сына.

Акки, водонос, меня садовником сделал.

Когда садовником был я, — Иштар меня полюбила,

И [пятьдесят] четыре года на царстве был я.
Подобный сюжет о спасении ребёнка довольно распространён (в частности, библейское предание о Моисее).
Шумерское сказание о Саргоне, сохранившееся в двух фрагментах, удачно дополняющих друг друга, говорит, что его отцом был Лаипум, однако сам Саргон никогда не называл имени своего отца:
И тогда Шаррукена — «царя истинного», —

А град его — [Азупирану],

Отец его — Лаипум, мать его — [жрица],

Шаррукена сердцем благостно они из[брали],

Ибо так от рождения [суждено ему было].
Шумерский текст легенды о Саргоне в сказочной форме повествует о противостоянии Саргона с царём Киша Ур-Забабой и с царём Урука Лугальзагеси.

### Основание царства
После победы над Лугальзагеси и завоевания Киша, Саргон основал своё собственное царство. Начало царствования Саргона относится ко 2-му году правления Уруинимгины — лугаля (3-й год его общего времени правления как энси и как лугаля) и к 20-му году правления Лугальзагеси (ок. 2316 г. до н. э.). Выбирая столицу для своего государства, Саргон решил не жить ни в одном из традиционных северных центров вроде Киша, Акшака или Мари, а выбрал город без традиций, почти безызвестный. Город носил название Аккаде. Неизвестно, где именно находился этот город, его руины до сих пор не были обнаружены. Судя по письменным источникам того времени, он располагался недалеко от Киша; согласно литературной традиции он стоял неподалёку от Вавилона. Таким образом, можно прийти к выводу о том, что он находился где-то на территории нома Сиппар. По этому городу и область Ки-Ури стала с тех пор называться Аккадом, а восточносемитский язык — аккадским. Ниппурский царский список гласит:

Саргон, чьим отцом(?) был садовник, чашеносец Ур-Забабы, царь Аккаде, построивший Аккаде, правил 56 лет в качестве царя.
О достижениях Саргона известно мало, а именно о создании державы со столицей в Аккаде.  Не удается сопоставить известные историкам события и расположить их в хронологическом порядке, чтобы нарисовать полную картину развития этой державы. Эту проблему обычно решают, повторив порядок, в котором писцы Ниппура складывали сделанные ими копии надписей Саргона, или там, где этого недостаточно, прибегая к «исторической логике».
Известно, что рост этой державы начался с Аккаде, ставшего её центром. Первым в череде титулов Саргона неизменно стояло словосочетание «царь Аккада». За ним следовал титул «царь Киша». Старая столица семитов, несмотря на поражение государства, центром которого она являлась, сохранила своё значение, и первостепенной задачей нового царя было распространить свою власть на северную часть Двуречья, которую для этого нужно было завоевать. Возможно, он сделал это под лозунгом «освобождения» её от власти Лугальзагеси, царя Урука и Шумера, и возрождения её прежней славы.
Судя по имеющимся в распоряжении историков более поздним источникам, завоевание северо-запада, наиболее выдающееся деяние Саргона, было осуществлено в ходе двух походов. Первый царь предпринял в начале своего правления, вероятно, на 3-м году правления (ок. 2314—2313 год до н. э.), а второй — на 11-м. Возможно, во время первого он решил ограничиться завоеванием территории вплоть до Туттуля (ныне Хита) на берегу Евфрата, ворот в «Верхнюю страну» и Мари.

### Победа над Лугальзагеси и подчинение юга страны
Став правителем севера и упрочив своё положение, Саргон почувствовал в себе силы, чтобы начать военные действия против Лугальзагеси, величайшего завоевателя того времени. На 5-м году (ок. 2312—2311 год до н. э.) Саргон двинулся на юг и быстро разгромил его армию и армии подвластных ему «пятидесяти энси». Лугальзагеси был, видимо, казнён, а стены Урука были срыты.
В 6-й год правления Саргона (ок. 2311—2310 год до н. э.) против него выступила коалиция южных энси во главе с «человеком из Ура». Разбив войско Ура, Саргон двинулся против Уммы и Лагаша. Захватив Умму, Саргон занял временную столицу Лагаша город Э-Нинмар и подчинил всю территорию Лагаша, дойдя до Персидского залива (Нижнего моря). Для того чтобы показать, что весь Шумер находится в его власти, Саргон совершил символический жест, который затем будут повторять и другие монархи, — омыл своё оружие в водах Персидского залива. Энси Уммы Мес-э был взят в плен, судьба правителей Лагаша и Ура неизвестны. Стены всех трёх городов были срыты. Подводя итоги, Саргон говорит, что если считать этот поход, то он сражался в 34 битвах.

Саргон, царь Аккаде, надзиратель (машким) Инанны, царь Киша, помазанный жрец (гуда-жрец) Ана, царь Страны, великий энси Энлиля, разорил город Урук, разрушил его стены; бился с мужами Урука, покорил их; бился с Лугальзагеси, царём Урука, взял его в плен [и] доставил его в шейных колодках к воротам Энлиля. 
Саргон, царь Аккада, бился с мужами Ура, покорил их, разорил их город [и] разрушил его стены; разорил Э-Нинмар, разрушил его стены, разорил его территорию от Лагаша до моря, омыл своё оружие в море; дрался с мужами Уммы, покорил их, разорил их город [и] разрушил его стены.
 Саргону, царю Страны, Энлиль не дал равных; [действительно] Энлиль даровал ему всю территорию от моря наверху до моря внизу. Аккадцы (дословно «сыны Аккаде») получили энство [повсюду] от Нижнего моря и выше. Мужи Мари [и] мужи Элама служили Саргону, царю Страны [как своему господину]. 
Саргон, царь Страны, восстановил Киш [и] дал этот город им [людям Киша], в качестве места жительства.
Кто когда-либо разрушит эту надпись — пусть Уту выбьет [из-под] него основу; пусть лишит его семени.— Надпись на табличке
С этого момента царь Аккада и Киша стал добавлять к своей  титулатуре словосочетание «царь Страны».

### Поход на северо-запад, к Малой Азии
На 11-м году правления (ок. 2306—2305 год до н. э.) Саргон предпринял второй поход на северо-запад. Двигаясь по Евфрату Саргон, видимо, в Туттуле (ныне Хит) помолился Дагану (богу плодородия, которому поклонялись все обитатели местности в среднем течении Евфрата) и тот даровал ему «верхнюю землю». Были покорены крупный город Мари (о разрушении Мари говорит и сохранившаяся датировочная формула Саргона), страна Ярмути (точно не локализована, но несомненно находящаяся в Северной Сирии) и страна Эбла. Войска Саргона дошли до Кедрового леса (то есть гор Ливан или Аманос) и Серебряных гор (то есть гор Малоазийского Тавра). Как понятно по обоим названиям, Саргон стремился обеспечить свою державу древесиной и металлом, которые теперь можно было беспрепятственно и безопасно спускать по Евфрату в Шумер и Аккад.

Саргон, царь Киша, одержал победу [над городами] в тридцати четырёх сражениях до самого моря [и] разрушил их стены. Он заставил суда из Мелуххи, суда из Магана [и] суда из Дильмуна причалить в бухте Аккаде. 
Саргон, царь, простёрся перед Даганом [и] вознёс ему молитву; [и] он [Даган] даровал ему верхнюю землю, [а именно] Мари, Ярмути [и] Эблу, вплоть до Кедрового леса [и] до Серебряной горы. 
 Саргон, царь, которому Энлиль не позволил иметь равных, — 5400 воинов ежедневно едят перед ним хлеб. 
 Кто когда-либо сотрёт эту надпись — пусть Ан сотрёт его имя; пусть Энлиль лишит его семени; пусть Инанна…— Надпись на табличке
Это всё, о чём нам рассказывают достоверные источники — надписи самого Саргона. Вскоре эти завоевания обросли легендами, из-за чего теперь мы не в состоянии отличить вымысел от исторических фактов. В них Саргон не только захватывает города, названия которых отсутствуют в надписях (например, Каркемиш), но и «переправился через Море захода солнца» (Средиземное море), чтобы завоевать «страну Тин» (возможно, в данном случае имеется в виду Кипр или какое иное приморское государство, располагающееся в южной части Малой Азии), и покоряет остров Крит. Из одного текста, найденного в Амарне в 1913 году и дополненного фрагментированным дубликатом из Ашшурского архива (так называемая эпическая песня «Царь битвы»), мы узнаём теперь одну из существенных причин завоевательного похода Саргона на северо-запад. К Саргону, великому царю-завоевателю Аккада, обратилась за помощью семитская колония на далеком севере в «Галашу», то есть «Каниш» каппадокийских табличек. На неё напал царь города Бурушханда (Пурусханда), то есть Буруш-хатим тех же каппадокийских текстов. Саргон колеблется в виду дальности пути, трудности которого в тексте весьма ярко описываются. Некто Нур-Даган, который является главою делегации, указывает на беспомощность колонии, которая состоит не из воинов, а купцов, подчеркивает богатства своего края, упоминает и средства преодоления трудности долгого пути. После долгих бурных переговоров Саргон, наконец, собирает жителей Аккада, и на этом собрании Нур-Дагану удается восторженным выхваливанием мощи Аккада склонить Саргона к помощи далекой семитской колонии. Поход Саргона, очевидно, не ограничился разгромом Бурушханда, противника Ганиша, но вылился в завоевание Сирии, в полном её объёме.
Что из этого является подлинным историческим фактом, а что вымыслом неясно. Однако археологические данные не подтверждают столь давнего проникновения аккадских торговцев (так называемых тамкару) вглубь Малоазийского полуострова. Эти купцы появились там только через несколько столетий. Можно предположить, что со временем легендарная традиция превратила в завоевательные походы простые торговые экспедиции. Более достоверна хеттская традиция, считавшая, что Саргон переправился лишь через Евфрат, немного ниже выхода этой реки из нагорной области. Однако не вызывает сомнения, что Саргон объединил под своей властью, территорию, простирающуюся от «Нижнего моря» (Персидского залива) до «Верхнего (Средиземного) моря», а это почти 1500 км. Некий безымянный писец взял на себя труд перечислить все шестьдесят пять стран и городов, входивших в бескрайнюю державу, созданную Саргоном. Была создана настоящая мифологическая «карта», куда наносились далёкие чудесные страны, по земле которых удалось пройти только этому царю, сделав его частью мира легенд.

### Войско Саргона
Такой успех Саргона объясняется тем, что он, по-видимому, опирался на более или менее добровольное ополчение. Традиционной тактике стычек между небольшими тяжеловооруженными отрядами, которые сражались в сомкнутом строю, Саргон противопоставил тактику больших масс легковооруженных, подвижных воинов, действовавших цепями или врассыпную. Шумерские лугали, из-за отсутствия в Шумере достаточно гибких и упругих сортов дерева для луков, совершенно отказались от стрелкового оружия; Саргон, напротив, придавал большое значение лучникам, которые были способны издалека осыпать неповоротливые отряды щитоносцев и копьеносцев тучей стрел и расстраивать их, не доходя до рукопашной. Очевидно, либо Саргон имел доступ к зарослям тиса (или лещины) в предгорьях Малой Азии или Ирана, либо в его время был изобретён составной лук из рога, дерева и жил. Кроме народного ополчения, у Саргона была постоянная армия в 5400 воинов, кормившаяся за счёт царя.

### Походы в Элам и Северную Месопотамию
После того, как Саргон расширил и укрепил своё царство на севере, западе и юге, он предпринял поход в Элам, где в это время существовало несколько небольших номов — государств, среди которых наиболее значительными были собственно Элам (или Адамдун) во главе с царём (шарру) Луххишшаном и энси (ишшакку) Санамсимурру (?) и Варахсе с правителем (шакканаку) Сидгау. Поход закончился успешно, Саргон взял города Уруа, Аван и Сузы, в плен были взяты правитель и судья Варахсе Сидгау, царь Луххишшан, энси Элама Санамсимурру, энси города Хухнура (вероятно совр. Маламир) Зина, энси области Гунилахи, наряду с другими значительными лицами. В числе добычи упоминается строительный лес. О подчинении Элама и разрушении города Уруа говорят также датировочные формулы Саргона. Однако Элам не был, видимо, превращен просто в область Аккадской державы, очевидно все пленные правители признали власть Саргона и были им оставлены на местах.
Предполагают, что после похода в северные области Элама, Саргон завоевал страны Кутиум (гутии) и Луллубум (луллубеи). Надписи в период правления Саргона не содержат прямых сведений о его походе в названные страны. Об этом говорят косвенные данные. Также Саргон вёл войну и со страной Симуррум (город-государство на реке Нижний Заб), на что указывает датированная формула «год, когда Саргон на Симуррум пошёл». В пророчествах упоминается завоевание Саргоном страны Субарту, расположенную где-то в среднем и верхнем течении Тигра и на запад от него. Враждебные племена из Субарту предпринимали нападения на Аккад. В ходе успешного похода Саргон покорил Субарту, а захваченную добычу отправил в Аккаде. Непосредственные преемники Саргона контролировали территорию вокруг современного Киркука и Ассирию. Соответственно, можно предположить, что во время своего продолжительного правления Саргон сам покорил Северную Месопотамию, по меньшей мере до широты Мосула, так как тогда в этом регионе появились таблички с текстами, написанными на аккадском языке, а в Ниневии была обнаружена прекрасная бронзовая голова, которую большинство учёных считает изображением самого Саргона.

### Обустройство государства
При Саргоне храмовые хозяйства были слиты с царскими. Государство Саргона было первой попыткой создания централизованной деспотии, в которой неродовитая царская бюрократия вытеснила старую родовую аристократию, а органы самоуправления городов-государств (совет, народное собрание) были превращены в низовую администрацию. Саргон вновь отстроил город Киш, и помимо нетрадиционного титула «царь Аккаде» и титула южных гегемонов «царь Страны», он принял и титул северных гегемонов «царь множеств» или «повелитель вселенной» (шар кишшатим), так теперь стали переводить по-аккадски шумерский титул «лугаль Киша».
При Саргоне наблюдался расцвет торговли. Он ввёл единообразные меры площади, веса и т. п. по всей стране, заботился о поддержании сухопутных и водных путей. По крайней мере так считала поздняя традиция, сохранившая приписывавшийся времени Саргона Древнего «псевдоити-нерарий» — список областей и городов якобы его царства с указанием расстояний между ними. Бесспорно, благоприятствовали международной торговле и наладившиеся при Саргоне связи с заморскими странами. Аккаде торговал не только с Сирией и Малой Азией, но и с Дильмуном, или Тельмуном (Бахрейном), Маганом (аравийским побережьем Персидского залива и Оманом) и Мелахой (северным побережьем Персидского залива и долиной Инда). Об этом нам сообщает подлинная надпись Саргона, скопированная древним писцом и в его копии дошедшая до нас: корабли из Индии подходили к самой пристани Аккаде, для чего, вероятно, пришлось провести некоторые работы на Евфрате и каналах. В шумерской историко-дидактической поэме о Саргоне и Нарам-Суэне об этих годах правления Саргона говорится как о времени наступившего в городе Аккаде изобилия еды и питья и заморских товаров, в числе которых упомянуты «огромные слоны, обезьяны и зверье дальних стран», какие-то особые собаки, «кони и тонкорунные бараны», и все они бродили, если верить поэме, прямо по улицам Аккаде. По словам поэмы, в Аккаде для торговли приходили и «не знавшие хлеба» западносемитские пастухи, и «люди черной страны» — Мелуххи, и эламиты, и субарейцы.
Дабы, словно птицы диковинные в небе,

Чужеземцы вокруг сновали,

Дабы жители Мархаша подчинились

Дабы обезьяны, слоны могучие, буйволы —

Звери невиданные —

На улицах просторных друг друга толкали бы, —

Псы породистые, сторожевые псы, козлы каменные,

Овцы горные длинношерстные, —

Инанна пречистая ночи не спала.

В те дни она житницы Аккада златом наполнила,

Зернохранилища сияющие серебром наполнила.

В склады зерновые медь очищенную, олово,

Пластины лазуритовые собирала грудами,

В ямах силосных запечатывала.

Инанна пречистая створки их широко распахнула,

И в Шумер добро само лодками потекло.

Марту, жители гор, те, что зерна не знают,

Отборных быков, горных козлов туда приводят.

Мелухиты, жители черных гор,

Диковины стран чужедальних привозят.

Эламиты и субарейцы, словно вьючные ослы,

Добро несут.
Однако этот расцвет торговли продолжался недолго.

### Почитание богов
Саргон хорошо понимал необходимость религиозного обоснования своей власти, поэтому естественно, что он опирался не только на культ Абы, бога города Аккаде (может быть, своего родового бога) и культ Забабы, бога Киша, но и на общешумерский культ Энлиля в Ниппуре. В его храме он соорудил несколько статуй и вероятно богато одарил храм, стремясь привлечь на свою сторону жречество. Называя себя «помазанным жрецом Ану» и «великим энси Энлиля», царь Аккада продемонстрировал, что не хочет нарушать древние и весьма уважаемые традиции. Свою дочь, носящую шумерское имя Эн-хеду-Ана, он отдал в жрицы — эн (по-аккадски энту) богу Луны Нанне в Ур; с тех пор стало традицией чтобы старшая дочь царя была энту Нанны. Позднейшие утверждения нравоучительных вавилонских жреческих хроник, будто Саргон относился к богам с пренебрежением, несомненно тенденциозны, как и утверждение, будто Саргон разрушил Вавилон, чтобы из его кирпичей строить пригород своей столицы; город Вавилон тогда не имел ровно никакого значения.

### Мятежи знати и зависимых территорий
Государство Саргона не было прочным. Уже в конце его царствования начались брожения среди родовой аристократии. Энси Казаллу Каштамбила поднял мятеж против власти Саргона. Саргон подавил этот мятеж, захватил Казаллу и разрушил его. Затем, по преданию, «старейшины (то есть знать) всей страны возмутились против него и в Аккаде осадили его», причём Саргон на старости лет должен был бежать и прятаться в канаве, хотя потом всё же одолел мятежников.
В самом конце правления Саргона в Южной Месопотамии разразился голод, вызвавший новое восстание всей страны. Составители хроники приписывают этот голод гневу бога Мардука за разрушение Саргоном Вавилона. Саргон умер, так и не успев подавить это восстание.
В более поздней хронике, несомненно предвзятой, в которой, согласно распространенному в Вавилоне в поздний период представлению сказано, что Саргон осуществлял некоторые свои военные кампании против воли Мардука, верховного покровителя Вавилона, правление царя описывается следующим образом:

«Саргон, царь Аккаде, пришёл к власти во время правления Иштар и никогда не имел ни соперников, ни равных. Он распростёр свою грозную славу по всем землям. Он пересёк море на востоке. На одиннадцатом году он завоевал западную землю до самого дальнего предела. Он подчинил её одной власти. Он поставил статуи там и переправил добычу запада на баржах. Своим сановникам он приказал поселиться (вокруг его резиденции в пределах) пяти двойных часов (около 20 км), и во всех землях он поддерживал своё абсолютное верховенство. Он выступил на Казаллу и превратил Казаллу в груду развалин, так что не осталось там даже жердочки для птицы. Позже, когда он достиг старости, все земли снова восстали против него и осадили его в Аккаде. Саргон вышел на битву и нанёс им поражение. Он поверг их и одолел их большое войско. Затем, Субарту напали на Саргона в полную силу и призвали его к оружию. Саргон устроил засаду и полностью разбил их. Он одолел их большое войско и послал их имущество в Аккад. Из ям (под изваяниями богов) в Вавилоне он извлек землю, и на этой (земле) он построил (новый) Вавилон рядом с Аккадом. Из-за этого богохульства, которое он сотворил, великий владыка Мардук разгневался и уничтожил его народ голодом. С востока до запада подданные восстали против него и Мардук лишил его сна».— Хроники ранних царей
Правил Саргон 55 лет. После себя он оставил довольно противоречивое наследие. До самого падения основанной Саргоном державы её правителям приходилось сталкиваться с восстаниями, разгорающимися повсюду, постоянно проверяющими на прочность её единство и сплочённость и заставляющими его преемников в некотором роде регулярно повторять его поразительные завоевания.

## Сохранившиеся изображения царя
Известно как минимум о трех изображениях, ассоциируемых с Саргоном Аккадским, из них лишь одно (победная стела Саргона из Суз) признается большинством исследователей как портретное изображение этого царя. Источники следующие:
- «Маска Саргона» из Ниневии — наиболее известное изображение. Обнаружена во время раскопок храма Иштар в Ниневии экспедицией Британского музея. Датируется приблизительно XXIII—XXII вв. до н. э. Название «голова Саргона», или «маска Саргона», скульптуре дали британские археологи, обнаружившие артефакт. В действительности соотнесение этого изображения с основателем династии Аккаде спорно; вероятно, что «маска» изображает другого великого царя этой династии, Нарам-Суэна. Артефакт хранился в Багдадском музее, но после вторжения американских войск в Ирак был похищен.
- Победная стела Саргона — открыта французской экспедицией (под руководством Ж. де Моргана) при раскопках Суз (кон. XIX — нач. XX вв.), куда она попала в результате одного из грабительских походов эламитов. Стела выполнена в стиле шумерских победных изображений и сохранилась частично; высеченные на ней фигуры образуют композиции, расположенные по ярусам; сохранилось три яруса: верхний передаёт шествие пленных, на нижнем коршуны и собаки терзают тела убитых врагов. Лучше всего сохранился средний ярус, где высечена вереница воинов, возглавляемая самим царём. В отличие от портретов последующих аккадских царей — Римуша, Маништушу, Нарам-Суэна, Саргон изображен в манере, близкой к шумерскому искусству раннединастического времени. Царь облачен в каунакес и держит в правой руке булаву. Из-за повреждений стелы черты лица трудноразличимы; заметны широко открытые глаза и немного изогнутый нос; волосы царя собраны и скреплены повязкой, наподобие изображений с каменного шлема из Киша или золотого «шлема Мескаламдуга» из Ура, длинная борода спускается до груди. За фигурой Саргона следует придворный, держащий в правой руке зонтик от солнца, затем — вереница воинов с бронзовыми топорами на левом плече. Находка хранится в Лувре (фрагмент Louvre, Sb 1).
- Победная стела аккадского царя из Суз — также открыта французской экспедицией под руководством Ж. де Моргана. Сохранилась в двух фрагментах, ныне хранящихся в Лувре (Louvre, Sb 2 и Sb 3). Композиция фрагмента Sb 2 близка к изображению на «Стеле коршунов» шумерского правителя Эаннатума: главный герой держит сеть, опутывающую врагов и заносит булаву над головой одного из пленников. Справа от сети изображена фигура божества. На фрагменте Sb 3 изображены вереницы пленных. Стела сильно повреждена, от фигуры царя сохранились лишь изображения рук и части бедра; он облачен в бахромчатую одежду, вероятно каунакес. Высказывались предположения, что стела отражает триумф Саргона над конфедерацией шумерских номов, а косматый пленник, над головой которого занесена булава царя — Лугальзагеси.

## Список сохранившихся датировочных формул Саргона Древнего
|   | |
| a | Год, когда Саргон на Симуррум пошёл mu szar-um-gi si-mur-umki-sze3 i3-gin-na-a                                            |
| b | a Год, когда Саргон разрушил Уруа mu szar-um-gi-ne2 uruXaki mu-hul-a b Год, в котором был уничтожен Уруа mu uruXaki hul-a |
| c | Год, в котором Саргон уничтожил Элам mu szar-um-gi-ne2 elamki / nimki mu-hul-a                                            |
| d | Год, в котором Мари был разрушен mu ma-ri2ki hul-a                                                                        |

| Династия Аккаде   |                                                                          |                 |
| Предшественник: — | царь Аккаде, царь Шумера и Аккада ок. 2316—2261 до н. э. (правил 56 лет) | Преемник: Римуш |